# Luc Hinderyckx
Luc Hinderyckx, né le 19 décembre 1961 à Bruges, est un footballeur belge qui évoluait comme attaquant.

## Biographie
Il commence sa carrière en 1980 au FC Bruges, club où il reste cinq saisons. 
Utilisé plus souvent comme remplaçant, il quitte le club en 1985 pour rejoindre La Gantoise. Le club gantois est relégué en 1988, et Hinderyckx est transféré par Waregem. 
Il joue deux saisons au Gaverbeek, puis rejoint le Standard Wetteren, club de Division 3, en 1990. En 1995, il met un terme à sa carrière de joueur.

## Statistiques saison par saison
| Saison    | Club      | Pays | Compétition | Matches | Buts |
| --------- | --------- | ---- | ----------- | ------- | ---- |
| 1980-1981 | FC Bruges |      | Division 1  | 2       | 0    |
| 1981-1982 | FC Bruges |      | Division 1  | 7       | 0    |
| 1982-1983 | FC Bruges |      | Division 1  | 16      | 3    |
| 1983-1984 | FC Bruges |      | Division 1  | 25      | 0    |
| 1984-1985 | FC Bruges |      | Division 1  | 15      | 0    |